# Brigata partigiana Bruno Fanciullacci
La brigata partigiana Bruno Fanciullacci nasce ufficialmente il 18 luglio 1944. La brigata faceva parte della Divisione Garibaldi "Arno".
Un gruppo di partigiani operante sul Monte Morello (provincia di Firenze) decise di chiamare il proprio gruppo con il nome del gappista fiorentino morto qualche giorno prima. Il gruppo di partigiani che prese il suo nome era operante sul Monte Morello già dal febbraio 1944, portando a termine molte azioni di guerriglia antifascista.
- 22 settembre 1943: Via Santa Caterina(Fi)- prelevate armi da caserma del Regio Esercito
- 5 ottobre: Via Faentina(Fi)- 12 tedeschi uccisi. Fatto esplodere un camion
- 7 ottobre: Ceppeto, Cappella di Cercina- 5 fascisti uccisi. Disperse forze fasciste in rastrellamento
- 12 ottobre: Firenze- saccheggio dei magazzini militari
- 28 ottobre: Strada statale 302 Faentina- disarmate alcune pattuglie tedesche
- 1º dicembre: Cerreto Maggio fraz. Vaglia- scontro a fuoco con reparto SS
- 25 gennaio 1944: Latera fraz. Barberino del Mugello- “occupato” il paese. Vengono recuperate armi e distrutti carteggi inerenti al servizio di leva
- 8 febbraio: Tagliaferro- fraz. San Piero a Sieve- assaltata e disarmata caserma dei Carabinieri
- 19 marzo: Volmiano fraz. Di Calenzano- “occupata” la frazione. Viene espropriato il grano ammassato e distribuito alla popolazione
- 21 marzo: Vaglia- viene sabotata una stazione radiotelegrafo tedesca
- 22 marzo: Vaglia- viene assaltata con successo un autocarro e una berlina tedesca
- 23 marzo: Vicchio- distrutto ponte di legno usato per rastrellamenti nella zona e un camion tedesco
- 15 aprile: Monte Falterona- “ore” di scontri a fuoco con tedeschi in rastrellamento
- 2 giugno: Galliano (Barberino M.llo)- vengono prelevati generi alimentari in una casa colonica
- 6 giugno: S.Agata (Scarperia)- viene attaccato accampamento Todt
- 10 giugno: Colonnata (Sesto Fiorentino)- Attaccata una caserma tedesca
- 24 giugno: Pian del Corniolo (Borgo San Lorenzo)- Due tedeschi in scontro a fuoco.
- 9 luglio: Pian del Corniolo (Borgo San Lorenzo)- Due tedeschi uccisi in scontro a fuoco.

La brigata partigiana “Bruno Fanciullacci” comandata dal partigiano Gambalesta, conterà a fine del conflitto 353 partigiani attivi nelle sue file, con una perdita di 38 uomini durante tutta la sua attività.